# Alice Hector
Alice Hector es una deportista británica que compitió en triatlón y duatlón.
Ganó una medalla de bronce en el Campeonato Europeo de Triatlón de Larga Distancia de 2007, y una medalla de bronce en el Campeonato Europeo de Triatlón de Media Distancia de 2018. Además, obtuvo una medalla de bronce en el Campeonato Europeo de Duatlón de Media Distancia de 2019.

## Palmarés internacional
| Campeonato Europeo | Campeonato Europeo   | Campeonato Europeo | Campeonato Europeo |
| Año                | Lugar                | Medalla            | Prueba             |
| ------------------ | -------------------- | ------------------ | ------------------ |
| 2007               | Brasschaat (Bélgica) | Medalla de bronce  | Individual         |

| Campeonato Europeo | Campeonato Europeo | Campeonato Europeo | Campeonato Europeo |
| Año                | Lugar              | Medalla            | Prueba             |
| ------------------ | ------------------ | ------------------ | ------------------ |
| 2018               | Ibiza (España)     | Medalla de bronce  | Individual         |

| Campeonato Europeo | Campeonato Europeo | Campeonato Europeo | Campeonato Europeo |
| Año                | Lugar              | Medalla            | Prueba             |
| ------------------ | ------------------ | ------------------ | ------------------ |
| 2019               | Viborg (Dinamarca) | Medalla de bronce  | Individual         |